# Томка, Иштван
Иштван Томка (венг. Tomka István, также Штефан Томка, нем. Stephan Tomka; 17 января 1855, Бучаны, ныне Словакия — 16 декабря 1923, Будапешт) — венгерский пианист и музыкальный педагог.
Окончил Венскую консерваторию, ученик Йозефа Дакса. На протяжении 1870-х гг. гастролировал по Европе, затем в большей степени посвятил себя преподавательской работе. С 1888 г. преподавал в национальном музыкальном училище, с 1901 г. его директор.
Среди учеников Томки, в частности, Франц Легар, Эде Польдини (в дальнейшем посвятивший учителю сборник фортепианных этюдов Op. 70, 1918), Франц Вайс, Имре Штефаньяи, Алиса Риппер.